# Schleuse Bredereiche
Die Schleuse Bredereiche befindet sich bei Kilometer 47,90 der Oberen Havel-Wasserstraße in Bredereiche im Landkreis Oberhavel. Bredereiche ist ein Ortsteil der Stadt Fürstenberg/Havel im Norden des Landes Brandenburg. Bis zum Jahr 2003 war Bredereiche eine selbstständige Gemeinde.

## Geschichte
Der Bau einer ersten Schleuse in der Havel 1737 legte den Grundstein für die Entwicklung des Ortes zum Schifferdorf. Sie verbesserte durch die entstandene Staustufe im Fluss entscheidend die Bedingungen für die damalige Schifffahrt und Flößerei. 1915 gab es in Bredereiche 54 Schiffseigner. Parallel zur alten Schleuse wurde von 1950 bis 1952 eine modernere Schleuse errichtet. Dazu wurde ein neuer, etwa 400 Meter langer Schleusenkanal parallel zur alten Havel ausgehoben. Mit einer Kombination von Stemm- und Hubtor wird eine Fallhöhe von 3,20 Meter ausgeglichen. An der Stelle der alten Schleusenkammer befindet sich heute eine Wasserkraftanlage zur Stromerzeugung. Über das Unterhaupt der Schleuse führt eine Brücke mit der Schleusenstraße.

## Tourismus
Da die Obere Havel-Wasserstraße von Frachtschiffen nicht mehr genutzt und nur von wenigen kleinen Fahrgastschiffen befahren wird, entwickelte sie sich zu einem beliebten Revier für Sportboote aller Größen und Klassen.

## Bilder

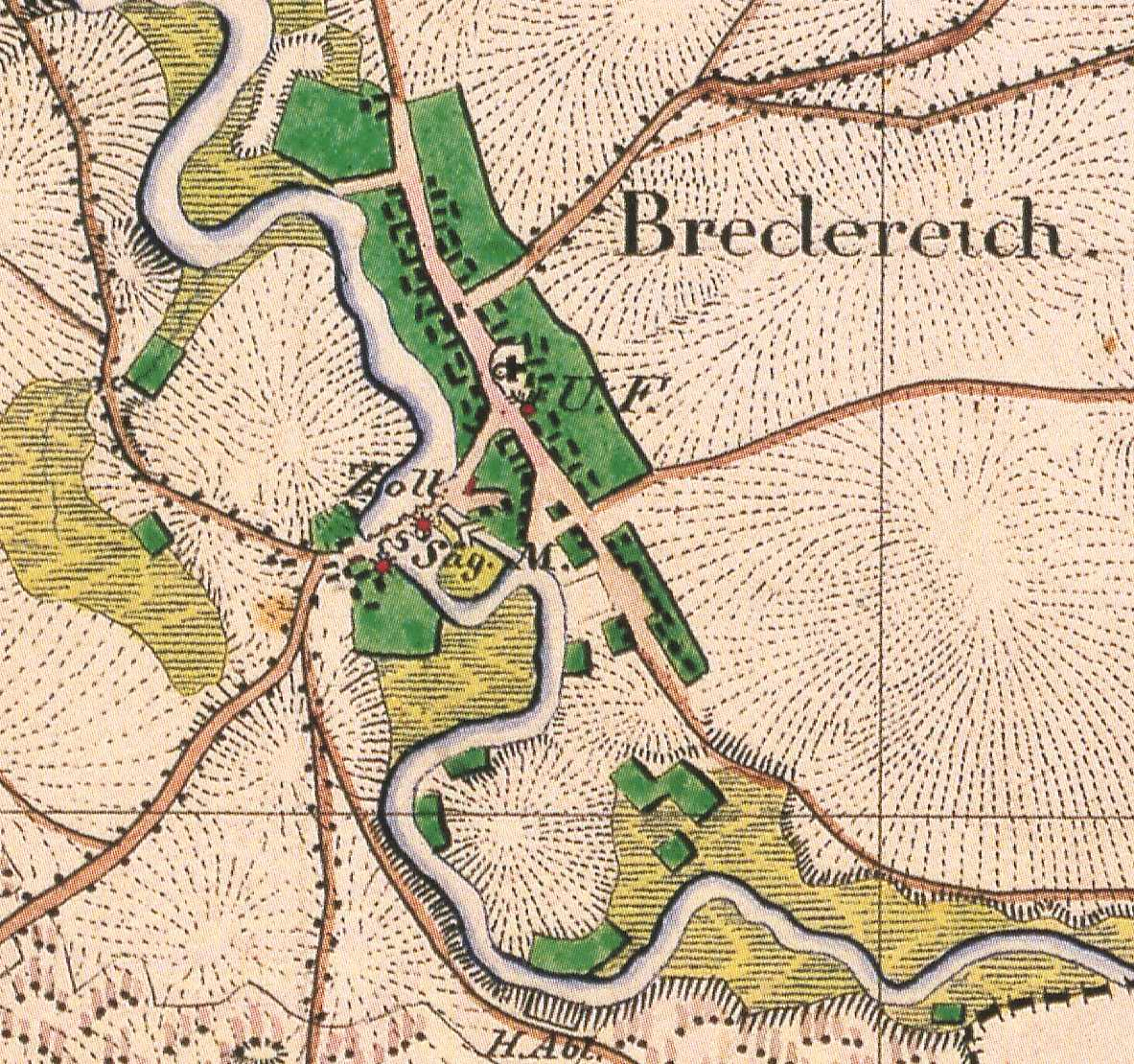
Ausschnitt aus dem Urmesstischblatt Bredereiche von 1825 mit der Schleuse
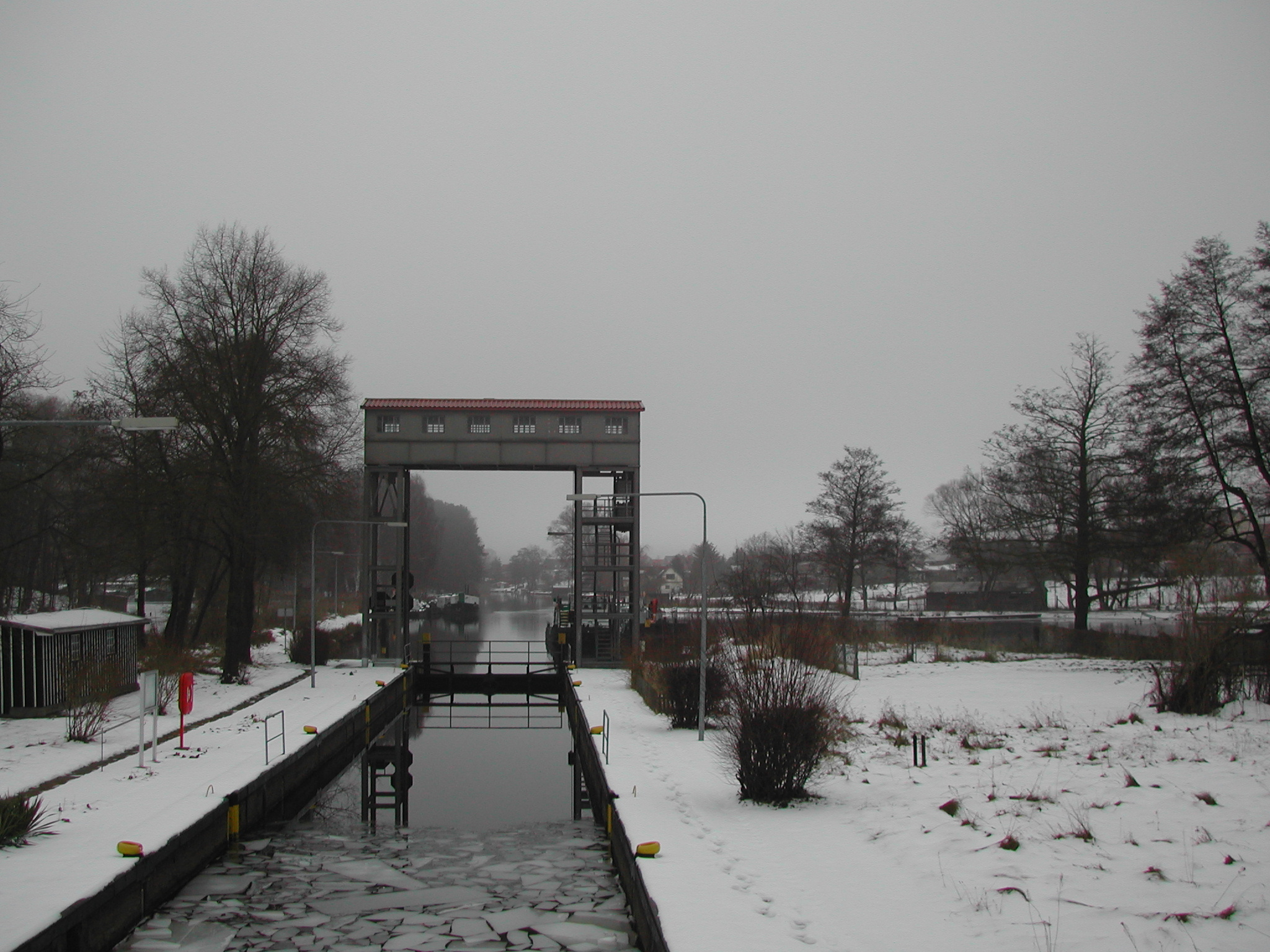
Die Schleuse im Winter 2006
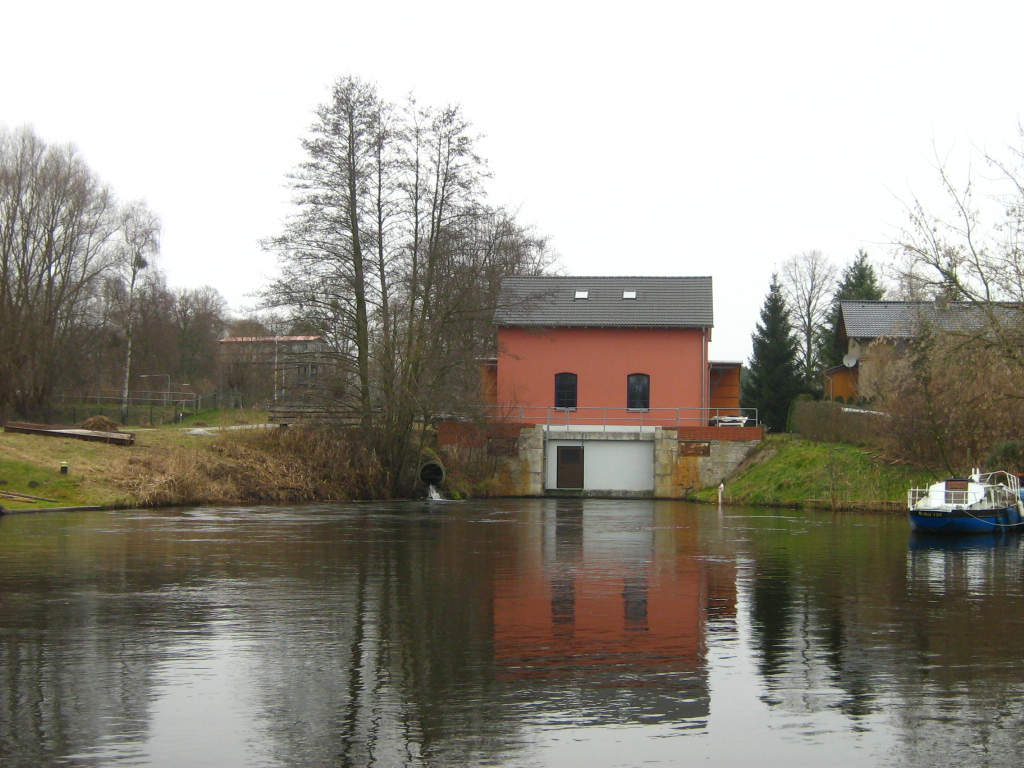
Unterwasser der alten Schleuse mit Kraftwerkshaus

## Karten
- Folke Stender: Redaktion Sportschifffahrtskarten Binnen 1. Nautische Veröffentlichung Verlagsgesellschaft, ISBN 3-926376-10-4.
- W. Ciesla, H. Czesienski, W. Schlomm, K. Senzel, D. Weidner: Schiffahrtskarten der Binnenwasserstraßen der Deutschen Demokratischen Republik 1:10.000. Band 4. Herausgeber: Wasserstraßenaufsichtsamt der DDR, Berlin 1988, OCLC 830889996.